# Liste des vicomtés normandes
On désigne par vicomtés normandes les circonscriptions féodales administratives de l'ancien duché de Normandie et, plus tardivement, des subdivisions du domaine royal.
En Normandie française, la vicomté était depuis le XIe siècle une circonscription dépendant du duc. Le duc de Normandie (puis le roi de France) était titulaire de plusieurs anciens comtés d'origine carolingienne (Rouen, Évreux, etc.).
Le duc exerçait directement le pouvoir comtal, il était représenté par un vice comes, un vicomte nommé. Ces vicomtés sont devenues au XIIIe siècle des subdivisions des bailliages royaux. Là où la suzeraineté n'était pas exercée directement par le roi, mais par un prince (apanage, seigneurie particulière, douaire) ou par un grand seigneur (duché, comté) disposant d'un bailli particulier, la fonction des vicomtes royaux ne s'exerçait pas.
Les vicomtes étaient alors des juges ordinaires qui, depuis le XIIe siècle, avaient été privés d'une grande partie de leurs prérogatives par la création de nombreux offices spécialisés. Dans le ressort des vicomtés normandes s'appliquait la coutume de Normandie telle qu'elle était définie par l'Échiquier de Normandie puis après 1499 par le Parlement de Normandie. Lui appartenait notamment la connaissance de la clameur de haro. Ils étaient en outre responsables de l'assiette fiscale de la taille, dans les paroisses de leur ressort, regroupées au sein d'une sergenterie.
Marginalisées ensuite dans le système des généralités, avec la mise en place des subdélégations mais surtout des « élections », les vicomtés normandes ont d'abord été progressivement supprimées dans les années 1740, notamment celles des chefs-lieux des présidiaux : en 1741 sont supprimées les vicomtés de Caen et d'Évrecy, réunies au présidial et grand bailliage de Caen (Arrêt de Louis XV, oct. 1741), puis celles de Pont-Authou et Pont-Audemer (réunies au bailliage secondaire de Pont-Audemer). L'ensemble des prévôtés et, partant, des vicomtés normandes ont été supprimées en avril et juin 1749, par des édits de Louis XV : « Edit du Roy, portant que toutes les Jurisdictions de Prevôtez, Châtellenies, Prevôtez-Foraines, Vicomtez, Vigueries & toutes autres Jurisdictions Roïales établies sous quelque dénomination que ce soit dans les Villes où il y a des Sièges de Bailliage ou Senéchaussee, ausquels lesdits Sièges inférieurs sont ressortissans, ensemble tous les Ofices qui ont été créez & établis pour servir à l'administration de la Justice dans Lesdites Jurisdictions, demeureront éteintes & suprimées, & réunion aux Bailliages & Senéchaussées des Jurisdictions Roïales établies dans les mêmes Villes. Du mois d'Avril 1749  ». Le pouvoir royal cherchait par là à supprimer un degré de juridiction (édit de décembre 1741 sur la réunion du bailliage de Pont-Authou, préambule). L'application de cet édit prit cependant plusieurs années selon les cas.
Aujourd'hui, toutefois, dans les îles Anglo-Normandes, un vicomte est toujours nommé par le « duc de Normandie », souverain britannique (seule partie où la Coutume de Normandie reste partiellement en vigueur) .

## Officiers des vicomtés
À la tête d'une vicomté normande se trouvait un officier nommé portant le titre de vicomte ou, parfois au chef-lieu de certains bailliages, celui de lieutenant général du bailli.
- Le vicomte représentait le bailli, qui lui-même représentait le roi. Lors d'assises ou de plaids, il jugeait les cas qui échappaient aux justices seigneuriales de son ressort ou qui ne relèvaient ni des jugements en première instance aux bailliages, ni des cas royaux.
- Le lieutenant général du vicomte remplaçait le vicomte en lieux, places et fonctions, en cas d'absence ou de nécessité. En revanche, un lieutenant particulier dans une ou plusieurs vicomtés représentait directement le bailli dont elles dépendaient, pour des jugements relevant de sa juridiction.
- Le garde du scel des obligations de la vicomté.
- Le receveur du domaine de la vicomté était chargé de la trésorerie du domaine royal : recettes et dépenses, paiement des gages des officiers.
- Les sergents fieffés, officiers souvent héréditaires placés à la tête des sergenteries, subdivisions des vicomtés.
- Les tabellions ou tabellions jurés étaient des notaires chargés de la transcription des actes ayant valeur légale, notamment la rédaction des quittances de gages ; au cours du XIVe siècle, ils rédigèrent peu à peu en leur nom les actes de la vicomté, hors les décisions de justice et de police, en lieu et place des vicomtes[2]. Ils étaient en outre habilités à vidimer les actes officiels[3].

## Liste par grands bailliages
Cette liste ne comprend pas les seigneuries féodales normandes érigées en vicomté par lettres patentes.
Grand bailliage de Rouen
- vicomté de Pont-Audemer ;
- vicomté de Pont-Authou ;
- vicomté de Pont-de-l'Arche ;
- vicomté de Pont-l'Évêque ;
- vicomté de Rouen ;
- vicomté de l'Eau (juridiction particulière de la ville de Rouen[4].).

Grand bailliage de Caux
- vicomté d'Arques (-la-Bataille) ;
- vicomté de Caudebec ;
- vicomté de Montivilliers ;
- vicomté de Neufchâtel (-en-Bray).

Grand bailliage d'Évreux
- vicomté de Conches et de Breteuil ;
- vicomté d'Évreux ;
- vicomté de Lillebonne ;
- vicomté d'Orbec ;
- vicomté de Verneuil (-sur-Avre).

Grand bailliage de Gisors
- vicomté d'Andely (les Andelys) ;
- vicomté de Gisors ;
- vicomté de Lyons (-la-Forêt) ;
- vicomté de Vernon.

Grand bailliage d'Alençon
- vicomté d'Alençon ;
  - vicomté d'Alençon en Cotentin (enclavée dans les bailliage de Caen et de Cotentin) ;
- vicomté d'Exmes ;
- vicomté de L'Aigle.

Grand bailliage de Cotentin
- vicomté d'Avranches ;
- vicomté de Carentan ;
- vicomté de Coutances ;
- vicomté de Mortain ;
  - vicomté de Saint-Hilaire (-du-Harcouët) ;
  - vicomté de Tinchebray ;
- vicomté de Valognes.

Grand bailliage de Caen
- vicomté d'Auge (Pont-l'Évêque) ;
  - vicomté de Honfleur ;
  - vicomté de Cambremer ;
  - vicomté de Danestal ;
- vicomté de Bayeux ;
- vicomté de Caen, supprimée en 1741 ;
  - vicomté d'Évrecy, démembrée de Caen, supprimée en 1741 ;
- vicomté de Falaise ;
- vicomté de Thorigny ;
- vicomté de Vire ;
  - vicomté de Vassy, démembrée de Vire.

## Liste des vicomtés particulières
Un office de vicomte existait également dans les domaines suivants, démembrés du domaine royal :
- duché d'Alençon ;
- comté de Beaumont-le-Roger ;
- bailliage de Saint-Sauveur-Lendelin et Pontorson ;
- domaine de Saint-Sauveur-le-Vicomte ;
- comté de Mortain (attaché depuis 1529) avec la vicomté d'Auge au duché de Montpensier.

De même dans certaines seigneuries féodales érigées en comté ou duché :
- duché de Longueville ;
- comté de Tancarville ;
- comté d'Harcourt ;
- duché d'Elbeuf.